# Jonathan Hivert
Jonathan Hivert (Chambray-lès-Tours, 23 marzo 1985) è un ex ciclista su strada francese, professionista dal 2006 al 2022, con caratteristiche di passista-scalatore.

## Carriera
Da Under-23 conquista alcuni piazzamenti, senza tuttavia aggiudicarsi alcuna corsa. Dopo aver trascorso gli ultimi tre mesi del 2005 da stagista, passa professionista con la Credit Agricole nel 2006 e vi rimane fino al 2008 collezionando vari piazzamenti, nonché una tappa al Circuit de Lorraine. Nel 2009 viene messo sotto contratto dalla Skil-Shimano, per la quale disputa il suo primo Tour de France, chiuso in centocinquantanovesima posizione. Nel 2010 passa alla squadra francese Saur-Sojasun dove si impone nel Grand Prix d'Ouverture La Marseillaise battendo Johnny Hoogerland e Samuel Dumoulin. Essendo la prima prova della Coppa di Francia, si ritrova in testa alla classifica della Coppa stessa. Arriva poi secondo al Tour du Doubs dietro al compagno di squadra Jérôme Coppel.
Nel 2011 s'impone in una frazione della Vuelta a Andalucía battendo in una volata ristretta i più quotati Francisco Ventoso e Óscar Freire. Il 13 marzo ottiene la seconda vittoria stagionale alla Parigi-Troyes battendo Gianni Meersman e Mathieu Drujon in una volata ristretta; vince poi anche il Gran Premio Primavera. L'anno dopo si impone nella seconda tappa del Tour de Romandie, mentre nel 2013 vince l'Étoile de Bessèges e due frazioni della Vuelta a Andalucía.
Nel 2014 si trasferisce alla Belkin, formazione World Tour olandese; nel 2015 si accasa quindi alla Bretagne-Séché Environnement, divenuta Fortuneo nel 2016: in questi tre anni non coglie alcuna vittoria.
A partire dal 2017 veste i colori della Direct Énergie. Con la nuova squadra coglie la vittoria di una tappa e la generale alla Vuelta a Castilla y León; nel 2018 si afferma in entrambe le tappe del Tour du Haut-Var, con annessa classifica finale, in una tappa della Parigi-Nizza e al Tour du Finistère. Nel 2019 si impone sul traguardo di Estella al Gran Premio Miguel Indurain. Si aggiudica poi una tappa alla Vuelta a Aragón.

## Palmarès
- 2008 (Crédit Agricole, una vittoria)

1ª tappa Circuit de Lorraine
- 2010 (Saur-Sojasun, una vittoria)

Grand Prix d'Ouverture La Marseillaise
- 2011 (Saur-Sojasun, tre vittorie)

2ª tappa Vuelta a Andalucía (Almuñécar > Adra)
Parigi-Troyes
Gran Premio Primavera
- 2012 (Saur-Sojasun, una vittoria)

2ª tappa Tour de Romandie (Montbéliard > Moutier)
- 2013 (Sojasun, tre vittorie)

Classifica generale Étoile de Bessèges
1ª tappa Vuelta a Andalucía (San Fernando > Ubrique)
2ª tappa Vuelta a Andalucía (Trebujena > Montilla)
- 2017 (Direct Énergie, due vittorie)

2ª tappa Vuelta a Castilla y León (Velilla del Río Carrión > La Camperona)
Classifica generale Vuelta a Castilla y León
- 2018 (Direct Énergie, cinque vittorie)

1ª tappa Tour du Haut-Var (Le Cannet-des-Maures > Fayence)
2ª tappa Tour du Haut-Var (Vidauban > Flayosc)
Classifica generale Tour du Haut-Var
3ª tappa Parigi-Nizza (Bourges > Châtel-Guyon)
Tour du Finistère
- 2019 (Direct Énergie, due vittorie)

Gran Premio Miguel Indurain
2ª tappa Vuelta a Aragón (Sádaba > Canfranc)

### Altri successi
- 2017 (Direct Énergie)

Classifica a punti Vuelta a Castilla y León
- 2018 (Direct Énergie)

Classifica a punti Tour du Haut-Var

## Piazzamenti

### Grandi Giri
- Tour de France

2009: 159º
2011: 97º
2013: 151º
- Vuelta a España

2020: 86º

### Classiche monumento
- Milano-Sanremo

2014: ritirato
- Liegi-Bastogne-Liegi

2008: ritirato
2009: 77º
2011: 34º
2014: 94º
2017: 113º
2018: ritirato
2019: ritirato
2020: 32º
- Giro di Lombardia

2006: ritirato
2007: ritirato
2017: ritirato

### Competizioni mondiali
- Campionati del
 mondo

Hamilton 2003 - In linea Juniores: 23°